# سیاره کاروان
«سیاره کاروان» (به انگلیسی: Planet Caravan) تک‌آهنگی از بلک سبث است که در سال ۱۹۷۰ میلادی منتشر شد. این تک‌آهنگ در آلبوم پارانوید قرار داشت.
گروه هوی متال پنترا در سال ۱۹۹۴ «سیارهٔ کاروان» را کاور کردند که در قالب تک‌آهنگ و یکی از قطعات آلبوم به فراتر رانده شده منتشر شد.